# I Tvillingernes tegn
I Tvillingernes tegn er en dansk hardcore-pornofilm fra 1975, skrevet og instrueret af Werner Hedman.
Det var den tredje af de seks officielle sexkomedier i stjernetegn-filmserien.

## Medvirkende
- Ole Søltoft
- Preben Mahrt
- Karl Stegger
- Cia Löwgren
- Bent Warburg
- Anne Bie Warburg
- Louise Frevert
- Arthur Jensen
- Poul Bundgaard
- Kate Mundt
- William Kisum
- Susanne Breuning